# Индијска пчела
Apis indica - Индијска пчела је друштвена пчела која потиче из Индије. По начину живота ова врста је врло сродна са медоносном пчелом са простора Србије. Саће је изграђено из више паралелних сатова и живе у затвореном простору. Поједини чланови у друштву су морфолошки издиференцирани, а највећи је број радилица. Не стварају залиху хране пошто је сабирају у току целе године. Своја гнезда напуштају само онда када их нападну други инсекти (нпр. мрави) и одлазе на друга погодна места.